# Edu (Fußballspieler, 1949)
Edu, bürgerlich Jonas Eduardo Américo (* 6. August 1949 in Jaú), ist ein ehemaliger brasilianischer Fußballspieler.

## Leben
Zwischen 1966 und 1985 spielte er für den FC Santos, Corinthians, Internacional Porto Alegre, Tigres UANL (in Mexiko), São Cristovão und Nacional Fast Clube. Er gewann die Campeonato Paulista in den Jahren (1967, 1968, 1969, 1973, 1977) und er gewann den Brasilianischen Silber Preis im Jahre 1971.
In der brasilianischen Fußballnationalmannschaft spielte er zwischen Juni 1966 bis Juni 1976 und schoss elf Tore. Er nahm an drei Weltmeisterschaften teil: Bei der WM 1966 (England) war er der jüngste Teilnehmer, kam aber nicht zum Einsatz. Seinen Karrierehöhepunkt erlebte Edu 1970, als Brasilien jedes Qualifikations- und Endrundenspiel der WM 1970 gewann und in Mexiko Weltmeister wurde. 1970 und 1974 (Deutschland) spielte er je einmal.

## Erfolge
Fußballnationalmannschaft
- Weltmeister: 1970

FC Santos
- Torneio Roberto Gomes Pedrosa: 1968